# 頼瑜
頼瑜（らいゆ、嘉禄2年（1226年）- 嘉元2年1月1日（1304年2月7日））は、鎌倉時代中期から後期にかけての真言宗の僧。俗姓は土生川氏。字は俊音。号は俊音房。紀伊国那賀郡の出身。

## 略歴
高野山大伝法院で学び、南都で三論・華厳・瑜伽・唯識を学んだのち、広沢流・報恩院流を学んだ。大伝法院・醍醐寺両寺に属し、文永9年（1272年）に高野山中性院の住持となった。実勝から灌頂を受け、弘安3年（1280年）には中性院流を開いたが、金剛峯寺と摩擦が生じ、正応元年（1288年）には大伝法院と密厳院を紀伊国根来寺に移して新義真言宗の教学の基礎を築いた。

## 著書
- 大日経疏指心鈔
- 十住心論衆手鈔
- 秘藏寶鑰勘註
- 二教論指光鈔
- 即身義顕得鈔
- 聲字義開秘鈔
- 吽字義探宗記
- 真俗雜記問答鈔